# 羽帶車站
羽帶車站（日语：／ Haobi eki */?）是位於北海道上川郡清水町字羽帶的北海道旅客鐵道（JR北海道）根室本線的鐵路車站。車站編號為K25。電報略號為オヒ。
名稱源自阿伊努語的「pon-i-o-p」（小蛇很多的地方）或「pone-op」（骨頭做的標槍）。
超過一半的普通列車都會不停站。此外，車站平均每日上下車人次只有大約2-3人。

## 歷史
- 1958年（昭和33年）9月10日 - 以國有鐵道的車站開始營業。只有辦理客運。
- 1987年（昭和62年）4月1日 - 國鐵分割民營化後，由JR北海道繼承。
- 2018年3月17日：因客量過低，JR北海道宣佈將會由當日起廢站[2]。

## 車站構造
羽帶車站為擁有1個側式月台及1條鐵路路線的地面無人車站。沒有車站大樓，只設置候車室及列車即將到達設施。

## 車站周邊
遠處為羽帶的聚落。
- 國道38號

## 相鄰車站
北海道旅客鐵道（JR北海道）
■根室本線
十勝清水（K24）－（平野川信號場）－羽帶（K25）－御影（K26）

## 外部連結
- （日語）羽帶車站（JR北海道釧路分社）
- （日語）羽帶車站
- （日語）全驛參觀之旅 （页面存档备份，存于）